# La Route du bagne
Pour plus de détails, voir Fiche technique et Distribution.
La Route du bagne est un film français réalisé par Léon Mathot, sorti en 1945.

## Synopsis
Manon, sous le Second Empire, vit avec un homme qui la prostitue. Elle se prépare à le quitter et le gifle mais, par accident, elle le tue et se retrouve envoyée à Saint-Lazare puis déportée au bagne de Cayenne où elle épouse un forçat.

## Fiche technique
Source principale de la fiche technique :
- Titre : La Route du bagne
- Autres titres : Manon 326[3],[4], Femmes pour Nouméa[5], La Route de Nouméa[5]
- Réalisation : Léon Mathot
- Scénario : Pierre Lestringuez et Pierre-Gilles Veber
- Photographie : Léonce-Henri Burel
- Montage : Marguerite Beaugé[6]
- Musique originale : Henri Verdun
- Décors : Roland Quignon[7], assisté de Georges Lautner[8]
- Son : Lucien Lacharmoise[7]
- Producteur : Lucien Masson
- Société de production : Les Films Sirius[7]
- Société de distribution : Les Films Sirius[7]
- Budget :
- Pays de production :  France
- Tournage : aux Studios de la Victorine, 16 avenue Edouard Grinda, Nice
- Format : Noir et blanc — 35 mm — 2,35:1 — Son : Mono
- Genre : Film dramatique
- Durée : 104 minutes[9]
- Date de sortie : 
  - France : 17 octobre 1945[7]
- Affiche : Jacques Bonneaud (France)

## Distribution
Source principale de la distribution :
- Viviane Romance : Manon
- Clément Duhour : Gilbert
- Lucien Coëdel : Rabouin
- Paulette Élambert : La Pâlotte
- Paul Amiot
- Georges Biscot
- Marc Cassot
- Simone Cerdan : Janeton
- Marguerite Ducouret : Sœur Prudence
- Maurice Lagrenée
- Olivier Mathot
- Jean Meyer
- Marcel Pérès
- Madeleine Suffel : Belles Mirettes
- Sylvie
- Jacques Tarride
- Simone Valère : Jacqueline
- Georges Vitray
- Geneviève Morel
- Odette Barencey
- André Wasley
- Raymond Loyer

## Réception
Georges Sadoul qui écrit dans sa critique : « Et je n'en raconterai pas davantage. Je n'ai pas et le courage d'en voir plus. » continue « Ces deux vétérans [il parle aussi du film Marie la Misère de Jacques de Baroncelli] ne sont-ils pas victimes des conditions actuelles de la production française qui oblige les réalisateurs à accepter des histoires stupides, achetées à la foire aux puces des scénarios ?
Après L'Invité de la onzième heure, le Mystère Saint-Val et J'ai dix-sept ans, voici un triste début de saison pour le cinéma français, qui commence à présenter les premiers films réalisés depuis la Libération ».
Le film fut, à l'époque, censuré à l'exploitation à l'étranger et dans certains territoires d'outre-mer, au motif qu'il pouvait nuire au prestige du cinéma français.

### Box-office
| Pays ou région | Box-office        | Date d'arrêt du box-office | Nombre de semaines |
| -------------- | ----------------- | -------------------------- | ------------------ |
| France         | 2 878 060 entrées | 1945                       |                    |
| Paris          | 523 063 entrées   | 1945                       |                    |

Avec 2 878 060 entrées, La Route du bagne se place à la 14e place du box-office en 1945.